# Перес, Карлес
Карлес Пе́рес Сайо́ль (исп. Carles Pérez Sayol; 16 февраля 1998, Гранольерс, Испания) — испанский футболист, полузащитник  клуба «Ариса».

## Клубная карьера
Перес — воспитанник клубов «Эспаньол» и «Барселона». для получения игровой практики Карлес начал выступать за дублирующий состав. В августе 2017 года в поединке против «Вальядолида» Перес дебютировал в Сегунде. 19 мая 2019 года в матче против «Эйбара» он дебютировал в Ла Лиге, заменив во втором тайме Малкома. В своём дебютном сезоне Перес стал чемпионом Испании. 25 августа в поединке против «Бетиса» Карлес забил свой первый гол за «Барселону». 30 января 2020 года перешёл в итальянскую «Рому» на правах аренды до 30 июня 2020 года с обязательным правом выкупа. Личный контракт с игроком, в случае выкупа, будет действовать до 30 июня 2024 года.

## Международная карьера
В 2015 году Перес попал в заявку юношеской сборной Испании на участие в юношеском чемпионате Европы в Болгарии. На турнире он сыграл в матчах против сборных Австрии, Болгарии, Хорватии, Германии и Англии.

## Достижения
«Барселона»
- Чемпион Испании: 2018/19
- Победитель Юношеской лиги УЕФА: 2018

«Рома»
- Победитель Лиги конференций УЕФА: 2021/22